# Montano Antilia
Montano Antilia è un comune italiano di 1 652 abitanti della provincia di Salerno in Campania.

## Geografia fisica

### Territorio
Centro agricolo del basso Cilento, situato ai piedi del contrafforte sudorientale del Gelbison ("Monte Sacro"), alla testata del torrente Serrapotamo, affluente di destra del fiume Mingardo. Rasentato a sud dalla statale Tirrena Inferiore, l'abitato si distende in pendio addossandosi alle pendici boscose del monte Antilia (1316 m).
Le sue due frazioni, Abatemarco e Massicelle sono tutte situate più a valle.
- Classificazione sismica: zona 2 (sismicità media), Ordinanza PCM. 3274 del 20/03/2003.
- Clima: il clima è di tipo mediterraneo con estati calde e a volte afose, mentre gli inverni sono caratterizzati da incursioni d'aria fredda che fanno scendere le minime anche al disotto dello zero, le precipitazioni a carattere nevoso non sempre si verificano, ma quando accade sono di una certa rilevanza.

## Storia
Appartenne sempre al territorio di Cuccaro Vetere con il nome di Montagna e fu un piccolo casale, che le numerazioni del regno, ovvero i censimenti della popolazione, menzionano a partire dal secolo XVI. Staccatosi successivamente da Cuccaro Vetere, fu dato in feudo ai Monforte di Laurito. Da Montano Antilia partì nel 1828 la rivolta dei Filadelfi capeggiata dal proprietario terriero don Pietro Bianchi e dalla sua consorte Alessandrina Tambasco Bianchi, ai quali — per il loro slancio patriottico — fu compenso il martirio, oltre che dal canonico De Luca. Una lapide sulla facciata del palazzo Bianchi posta nel 1964 commemora i moti cilentani e le gesta di questi due eroi di Montano. La rivolta aprì con grande anticipo la via ai moti del 1848 e poi alle sollevazioni risorgimentali del 1859-60 che portarono all'unità d'Italia.
Dal 1811 al 1860 ha fatto parte del circondario di Laurito, appartenente al distretto di Vallo del regno delle Due Sicilie.
Dal 1860 al 1927, durante il regno d'Italia, ha fatto parte del mandamento di Laurito, appartenente al circondario di Vallo della Lucania.

### Simboli
Il gonfalone è un drappo interzato in palo di verde, di bianco e di rosso. 

## Monumenti e luoghi d'interesse
Il centro antico conserva interessanti testimonianze della storia locale, tra cui la chiesa madre della SS. Annunziata con dei pregevoli affreschi settecenteschi a cura di artisti locali alle quali opere si aggiunge, nel 2013, il ciclo pittorico dell'artista contemporaneo salernitano Stefano Trapanese, il Palazzo Bianchi già dei Monforte di Laurito, dove vissero gli eroi dei moti del 1828 Pietro e Alessandrina Bianchi, come ricorda una lapide posta sulla facciata, il piccolo campanile maiolicato della piazzetta San Nicola, il bel palazzetto con la facciata d'inizio Novecento dei La Monica, le cappelle di Sant'Anna, Sant'Antonio e San Sebastiano, la suggestiva chiesetta rurale della Madonna di Loreto, la "Scala Santa", il cui restauro ha portato alla luce un affresco che raffigura Maria che tiene sulle ginocchia il corpo senza vita di Gesù Cristo dopo la sua passione e deposizione, ed i caratteristici vicoli.

## Società

### Evoluzione demografica
Abitanti censiti

## Economia
I prodotti agricoli sono cereali, castagne, noci, olive e uva. Vi sono vasti boschi di querce e castagni, che consentono una forte produzione di legname e pascoli per l'allevamento del bestiame.

## Infrastrutture e trasporti

### Principali arterie stradali
- Strada statale 18 Tirrena Inferiore
- Strada regionale 447 racc A "Foria-Massicelle-Futani-Innesto SS 18"
- Strada provinciale 143 "Montano Antilia-Abatemarco"
- Strada provinciale 198 "Innesto SS 18-S.Andrea-Palombara-Innesto SP 17"
- Strada provinciale 346 "Abatemarco-Massicelle"
- Strada provinciale 430/c "Futani-Massicelle-Poderia".

## Amministrazione

### Sindaci
| Periodo        | Periodo        | Primo cittadino     | Partito                            | Carica  | Note |
| -------------- | -------------- | ------------------- | ---------------------------------- | ------- | ---- |
| 23 aprile 1995 | 13 giugno 1999 | Domenico Del Gaudio | centro-sinistra                    | Sindaco |      |
| 13 giugno 1999 | 12 giugno 2004 | Domenico Serra      | centro                             | Sindaco |      |
| 13 giugno 2004 | 6 giugno 2009  | Domenico Serra      | Rinascita Democratica              | Sindaco |      |
| 7 giugno 2009  | 25 maggio 2014 | Alberto Del Gaudio  | lista civica                       | Sindaco |      |
| 25 maggio 2014 | 26 maggio 2019 | Alberto Del Gaudio  | lista civica Uniti per Crescere    | Sindaco |      |
| 26 maggio 2019 | in carica      | Luciano Trivelli    | lista civica Insieme per il Futuro | Sindaco |      |

### Altre informazioni amministrative
Il comune fa parte della comunità montana Bussento - Lambro e Mingardo
Le competenze in materia di difesa del suolo sono delegate dalla Campania all'autorità di bacino regionale Sinistra Sele.